# 우유 (가수)
우유(1993년 7월 13일 ~ )는 대한민국의 가수다. 2015년 싱글 《날씨 좋아요》로 데뷔했다.

## 방송
- 슈퍼스타K 5 - Top4